# Muriel Gardiner Buttinger
Muriel Morris Gardiner Buttinger (* 23. November 1901 in Chicago, Illinois; † 6. Februar 1985 in Princeton, New Jersey) war eine US-amerikanische Psychoanalytikerin und Autorin, die sich im Österreich der 1930er Jahre im politischen Widerstand betätigte.

## Leben
Die gebürtige Muriel Morris stammte aus einer Familie reicher Fleischindustrieller. 1918 bis 1922 besuchte sie das Wellesley College bei Boston, wo sie Literatur und Geschichte studierte. Anschließend lebte sie ein Jahr in Rom und ging dann zum Literaturstudium nach Oxford. Dort heiratete sie einen Engländer namens Gardiner, mit dem sie zusammen eine Tochter Constance hatte. Die Ehe scheiterte bald.
1926 kam Muriel Gardiner nach Wien; sie hatte die Absicht, sich einer Psychoanalyse bei Sigmund Freud zu unterziehen. Freud lehnte sie aber als Patientin ab. Daraufhin studierte Muriel Gardiner in Wien Medizin, um selbst Psychoanalytikerin werden zu können.
Die trotz ihrer großbürgerlichen Herkunft mit den Ideen der Sozialdemokratie sympathisierende Muriel Gardiner engagierte sich diesbezüglich in Österreich, besonders nach den Bürgerkriegsereignissen von 1934, in deren Folge die Sozialdemokratie verboten wurde. Sie lernte in diesem Jahr Joseph Buttinger kennen, in den sie sich verliebte. Durch ihn kam Muriel zu den Revolutionären Sozialisten und wirkte im politischen Widerstand. So stellte sie ihr etwas abgelegenes Haus im Wienerwald für konspirative Treffen zur Verfügung und gab auch Geld für die Sache. Weiters stellte sie Verbindungen zu ausländischen Kontaktpersonen her und beschaffte falsche Papiere, durch die viele politisch Verfolgte flüchten konnten.
Gardiner blieb auch 1938 in Wien und setzte sich für die Erteilung von Visa an jüdische Flüchtlinge ein. Sie finanzierte auch das Haus in London, in dem der 82-jährige Freud nach seiner Emigration lebte. Im Juni 1938 erlangte sie die Promotion und das Doktorat in Medizin. Danach wurde ihr als Amerikanerin aber die Ausreise nahegelegt. Sie ging nach Paris, wo sie wieder mit Joseph Buttinger zusammentraf, der dort eine leitende Funktion für die österreichischen Sozialisten einnahm. Sie heiratete Buttinger und beide emigrierten schließlich 1939 in die USA.
In Amerika war Muriel Gardiner Buttinger während der Kriegsjahre in der Flüchtlingshilfe tätig. Später arbeitete sie dann als Ärztin und Psychoanalytikerin. Sie verfasste mehrere Bücher zu Themen der Psychoanalyse, aber auch Erinnerungen an ihre Zeit in Österreich. Als Autorin ist sie vorrangig unter dem Namen Muriel Gardiner bekannt. Von der amerikanischen Dramatikerin Lillian Hellman wurde die Biographie von Gardiner Buttinger in dem Buch Pentimento frei verarbeitet. Sie gab zwar vor, dass es sich um ihre eigenen Lebenserinnerungen handle. Es ist aber wenig wahrscheinlich, dass es Ende der 1930er Jahre zwei reiche Amerikanerinnen gegeben hatte, die in Wien Medizin studierten und den sozialistischen Untergrundkampf unterstützten. Aufgrund dieser vermeintlichen Aneignung fremder Lebenserinnerungen kam es 1980 zu einer Auseinandersetzung zwischen Hellman und Mary McCarthy, wobei Hellman der Lüge beschuldigt und McCarthy auf Schadenersatz verklagt wurde. Muriel Gardiner Buttinger hielt sich aus diesem Streit heraus. Die Kontroverse begann nach der Verfilmung von Julia (1977), dessen von Hellman verfasstes Drehbuch auf dem Buch Pentimento basierte. Für Gardiner war dies nur der Anreiz ihre eigenen Memoiren Code Name Mary zu verfassen.
Gardiner Buttinger gründete die New-Land Foundation für Waffenkontrolle und Umweltschutz, deren Vorsitzender heute ihr Enkel, der Lobbyist Hal Harvey ist.
1989 wurde in Wien der Muriel-Gardiner-Buttinger-Platz in Favoriten ihr zu Ehren benannt.

## Schriften
- Der Wolfsmann vom Wolfsmann. Mit der Krankengeschichte des Wolfsmannes von Sigmund Freud, dem Nachtrag von Ruth Mack Brunswick und einem Vorwort von Anna Freud. S. Fischer, Frankfurt am Main 1972, ISBN 3-10-092601-3 (Herausgegeben, mit Anmerkungen, einer Einleitung und zusätzlichen Kapiteln versehen von Muriel Gardiner; die amerikanische Originalausgabe The Wolf-Man erschien bei Basic Books, New York 1971).
- The Deadly Innocents. Portraits of Children Who Kill. Basic Books, New York NY 1974, ISBN 0-465-01583-2.
deutsch: Mörder ohne Schuld. Wenn Kinder töten – Gründe und Hintergründe. Fischer, Frankfurt am Main 1979, ISBN 3-10-025502-X.
- Code Name „Mary“. Memoirs of an American Woman in the Austrian Underground. Yale University Press, New Haven CT u. a. 1983, ISBN 0-300-02940-3.
deutsch: Deckname „Mary“. Erinnerungen einer Amerikanerin im österreichischen Untergrund. Promedia, Wien 1989, ISBN 3-900478-27-9.